# Mount Aniakchak

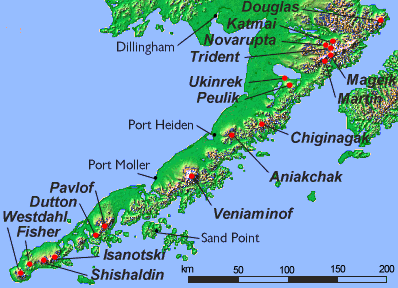
De locatie van Mount Aniakchak in de Aleoeten

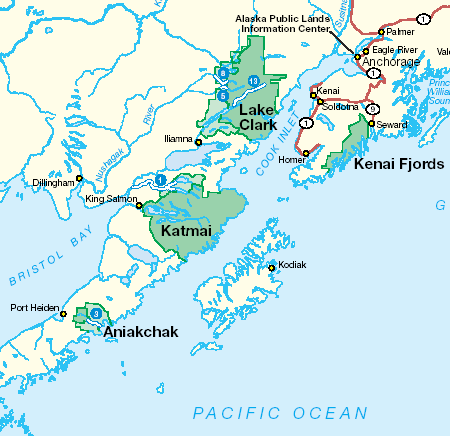
De locatie van het nationaal park Aniakchak

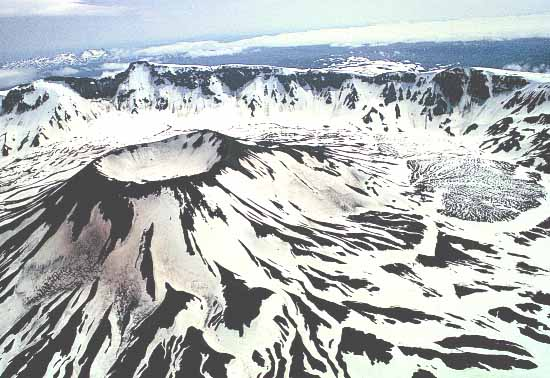
Vent Mountain

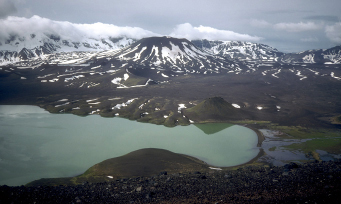
Surprise Lake

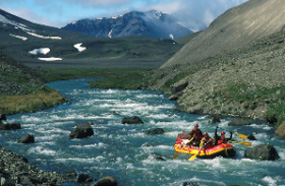
Raften door The Gates op de Aniakchak River

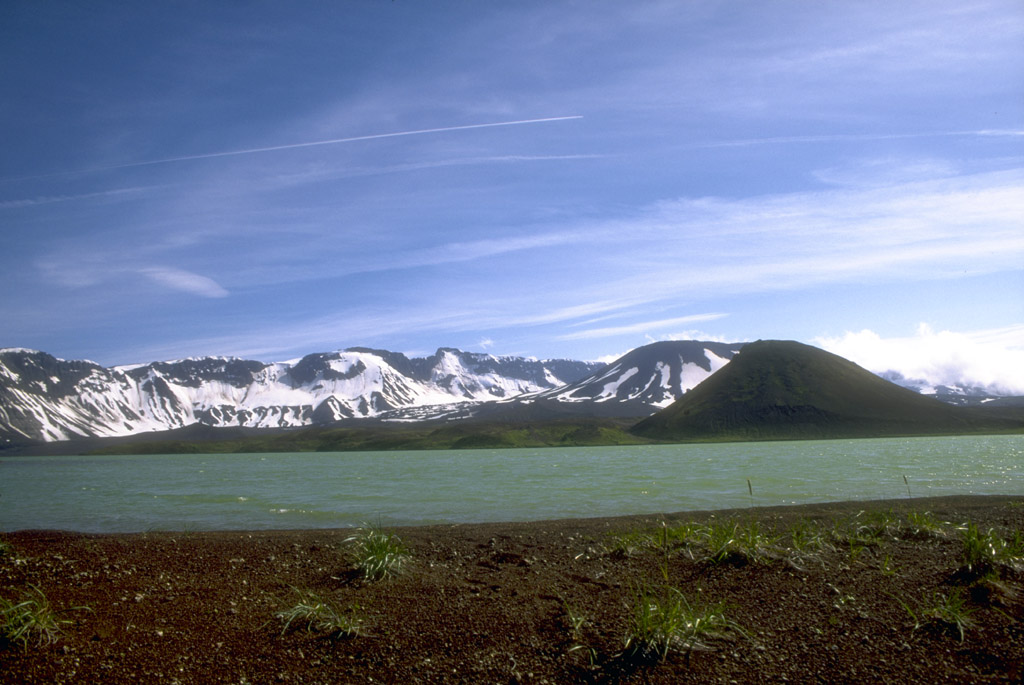
In de verte is de calderawand te zien die uit afzonderlijke bergen lijkt te bestaan.

Mount Aniakchak is een van de grootste caldera's in het Aleoetengebergte van Alaska in de Verenigde Staten. De seismische activiteit van dit gebied wordt voortdurend in de gaten gehouden, maar Aniakchak wordt niet als gevaarlijk beschouwd.
Het gebied rondom Aniakchak is een nationaal park – het Aniakchak National Monument and Preserve – en wordt beheerd door de National Park Service. Het onherbergzame Aniakchak is het meest afgelegen en minst bezochte nationaal park van de Verenigde Staten. Het park en de Aniakchak River bieden diverse recreatiemogelijkheden, men kan er onder andere raften, vissen en de wandelsport beoefenen. Het park is alleen te bereiken per vliegtuig of boot. Er zijn geen paden, wandelaars gebruiken vooral de onbegroeide asvelden.

## Geologie
De caldera van Aniakchak heeft een doorsnede van ongeveer tien kilometer en is op het laagste punt een kilometer diep. De hoogte van de wand varieert van 610 tot 1341 meter; in het noordwesten is de helling veel steiler dan aan het zuidoostelijke kant.

### Ontstaansgeschiedenis
Veel van de ontstaansgeschiedenis van Aniakchak kan worden afgeleid van de calderabodem, die eigenlijk wordt gevormd door de blootliggende binnenkant van de vulkaan. De voornamelijk andesitische kegel waaruit de caldera ontstond moet ruim 2100 meter hoog zijn geweest. Hij lag bovenop sedimentaire gesteenten uit het Jura, Krijt en Tertiair, en vulkanische gesteenten uit het laatste tijdvak. Deze gesteenten liggen aan de oppervlakte op de oostelijke en zuidelijke wanden van de caldera tot op een hoogte van ruim 600 meter. De kegel was al gehavend door vele gletsjers voordat een of meerdere erupties 3400 à 3500 jaar geleden de gehele bovenkant van de vulkaan vernietigden. Het overgebleven deel van de berg stortte in en vormde zo de caldera, een relatief vlakke kom gevuld met as.
In de laatste 10 000 jaar hebben minstens veertig explosieve erupties plaatsgevonden, waarmee Aniakchak de actiefste vulkaan van de oostelijke Aleoeten is. De laatste eruptie vond plaats in 1931, in het westelijke en zuidwestelijke deel van de caldera, en dit is de enige waarvan een verslag bestaat.
Sommige delen van de caldera lijken onder water te zijn gevormd. Daarom is het aannemelijk dat de caldera vroeger een groot en diep meer bevatte, vergelijkbaar met Crater Lake in het zuiden van Oregon. Zo'n tweeduizend jaar geleden scheurde de wand van de caldera, waarna het weglopende water de V-vormige sleuf in de oostelijke wand uitgeslepen heeft die bekendstaat als The Gates.
In 1931 toonde Aniakchak voor het laatst vulkanische activiteit. Door de explosie werd een relatief kleine krater gevormd in de calderavloer. Duizenden tonnen as werden uitgestrooid over het gebied en bereikten zelfs enige kleine dorpen op een afstand van 65 kilometer. De uitgebreide documentatie van geoloog Bernard Hubbard van zowel voor en na de eruptie kon goed gebruikt worden in onderzoek naar de snelheid waarin flora en fauna zijn teruggekeerd naar het verwoeste gebied. Tegenwoordig groeien er weer mossen, gras en bloemdragende planten. Ook vele dieren zoals de bruine beer, het rendier en de rode zalm zijn weer teruggekomen naar Aniakchak.

### De bodem van de caldera
Aniakchak is een van de beste voorbeelden van een 'droge' caldera, waarin zich gewoonlijk geen ijs en sneeuw bevindt. In het noordoosten van de caldera op een hoogte van ongeveer 335 meter ligt Surprise Lake, de bron van Aniakchak River. Het ondiepe meer is 3,2 kilometer lang en het water loopt weg door The Gates, een steile kloof van ongeveer 450 meter in de 1 kilometer hoge oostelijke wand. In de caldera bevinden zich tevens vele vulkanische kegels, maren, lavakoepels en oude lavastromen. Met een diameter van 2,5 kilometer en een relatieve hoogte van 430 meter is Vent Mountain in het zuiden de grootste vulkanische kegel op de bodem van de caldera. Half Cone in het noordwesten is een vergelijkbare oude kegel. Minstens tien lavastromen zijn uit de vulkaan ontsprongen sinds de formatie van de caldera ongeveer 3400 à 3500 jaar geleden. De laatste lavastroom stamt uit 1931. Geen van de stromen kwam buiten de wanden van de caldera. Op de hellingen van de berg liggen overblijfselen van verschillende grote pyroclastische stromen, waarvan sommigen meer dan vijftig kilometer ten noorden van de caldera de Beringzee bereikten en ook tot aan de Grote Oceaan in het zuiden kwamen.

## Waarnemingen
Al in de prehistorie kwamen mensen naar Aniakchak om te jagen en te vissen. Lange tijd was het bestaan van het gebied alleen bekend bij de inheemse bevolking. Toen geografen in de jaren twintig van de twintigste eeuw de locaties van de bergen in het gebied vast begonnen te leggen ontdekten ze een cirkelvormig patroon; de calderawand van Mount Aniakchak. Een groep geologen trok in 1922  naar het gebied en ontdekte dat het eigenlijk om één grote vulkaan gaat.

### Bernard Hubbard
In 1930 bezocht geoloog en jezuïetenpriester Bernard Hubbard per vliegtuig de Aniakchak-caldera. Hij beschreef en fotografeerde het gebied uitvoerig en noemde het onder andere "een wereld in een berg" en "het gevonden paradijs". Een jaar later barstte Aniakchak uit en Hubbard keerde kort daarna terug. Ditmaal maakte hij de 48 kilometer lange tocht vanuit het basiskamp te voet, samen met drie metgezellen. Ze beschreven hoe elke stap het opstuivende as hun haar meer op staalborstels deed lijken. Wervelwinden veroorzaakten kleine tornado's van stof. De eerste dag legden ze de 50 kilometer naar de calderarand af, en op de tweede dag beklommen ze de wand. Hubbard schrijft;
"Zwart waren de sneeuwvelden en zwart waren de gletsjers aan de top. Terwijl we de kraterrand opklommen kwamen we door een vallei des doods, waar geen enkele grasspriet of bloem of hoopje mos door de dikke laag afgezette as brak. De zwarte sintels kletterden onder onze voeten en zakten weg. Het was alsof je door een enorme bak vol tarwe liep, en net zo moeilijk."
Toen de rand eenmaal beklommen was, zagen ze "het verloren paradijs, na een jaar tevoren in het gevonden paradijs te hebben geleefd". In stilte aanschouwden ze de verwoesting. "Daar was het nieuwe Aniakchak, maar het was de gruwel van troosteloosheid, de prelude van de hel. Zwarte wanden, zwarte vloer, zwart water, diepe zwarte gaten en zwarte uitlaten; het was redelijk kwellend voor het oog om er naar te kijken." In de wand zagen ze een grote zwarte krater waaruit wolken stoom ontsnapten en gele en bruine gassen stroomden. Ook hier "dansten wervelwinden van stof als krankzinnige geesten." Dodelijke gassen en rook creëerden een "visioen van de hel in Aniakchak." Alleen de heetwaterbronnen herkende Hubbard nog van zijn vorige bezoek. Langzaam spoelden ze de neervallende as weg. De geoloog beschrijft een gat veroorzaakt door een explosie: "Gele zwavels raakten aan de kook bij de randen van gebroken blokken rode lava… Gekleurde walmen die te zwaar zijn om op te stijgen, rollen als golven op zee tijdens een storm."
Hubbard en zijn metgezellen lieten een thermometer met behulp van een glazen buis ongeveer 20 centimeter in de grond zakken. Binnen drie minuten gaf het meetinstrument een temperatuur van 200 °C aan. Verder toonden ze de juistheid van een nieuwe theorie aan toen ze chloorgas in de vulkaan vonden, en waren ze er getuige van hoe dodelijke gassen een vogel verstikten. Over de nieuwe vulkaankrater schrijft Hubbard: "Vol ontzag stonden we op de stomende rand en keken, net als Dante, in een waar inferno."